# Martha Vasconcellos
Martha Maria Cordeiro Vasconcellos (Salvador, 18 de junho de 1948) é uma rainha da beleza brasileira, Miss Brasil e Miss Universo 1968. Foi também professora e psicóloga, sendo a segunda e última brasileira a conquistar a coroa de Miss Universo, em Miami Beach, Estados Unidos, em 13 de julho de 1968, vencendo 64 candidatas de todo o mundo.

## Biografia
Antes de participar do Miss Bahia em junho de 1968, Martha, que era professora de alfabetização em Salvador, enfrentou a resistência da família. O pai, Ivo de Sá Vasconcellos, um reputado advogado baiano de costumes conservadores, não queria ver a filha desfilando de maiôs em passarelas e Martha, para contrariá-lo, inscreveu-se no Miss Bahia, após insistentes pedidos de uma prima por parte de sua mãe, e venceu o concurso. O título baiano só fez aumentar a dificuldade de Martha com a objeção do pai, que não quis permitir que a filha participasse do Miss Brasil. Foi necessária a intervenção do governador da Bahia, Lomanto Júnior, para que Martha pudesse viajar para o Rio, para onde foi acompanhada da secretária da esposa do governador, já que sua mãe não quis fazer o papel de "mãe de miss". No estádio do Maracanãzinho, na cidade do Rio de Janeiro, em 29 de junho de 1968 ela se tornou a terceira baiana a vencer o título nacional, derrotando outras 24 candidatas, entre elas Maria da Glória Carvalho, eleita meses mais tarde Miss Beleza Internacional.

### Miss Universo
Depois de mais uma vez conseguir dobrar o pai, que se recusava a assinar seu passaporte para permitir seu embarque para representar o Brasil no Miss Universo, Martha chegou a Miami Beach no início de julho. Seus cabelos castanhos, pele muito branca, olhos verdes e corpo perfeito fizeram sucesso entre a imprensa local, que a elegeu como uma das latinas favoritas. Apesar de na época o Miss Universo estar sendo considerado como um evento ultrapassado dedicado apenas à tradicional e conservadora classe média, em meio ao fim de uma década em que amor livre, fim do colonialismo, protestos contra a Guerra do Vietnã, direitos civis, apologia das drogas, postura radical contra o sistema e mudanças culturais eram as palavras de ordem, o concurso continuava crescendo em popularidade fora dos Estados Unidos. Uma das coisas em que ela mais chamava atenção dos repórteres, era capacidade de tirar um cochilo onde estivesse, sentada, encostada em outra candidata ou até de pé. Como um tipo de presságio de sua vitória, o tema da produção do concurso foi South American Extravaganza e as candidatas no palco cantaram músicas da Bossa Nova em português, como "Mas que Nada", de Jorge Ben.
As cinco finalistas foram, além de Martha, misses Finlândia, EUA, Venezuela e Miss Curaçao, Anne Marie Braafheid, a primeira negra a chegar ao Top 5 de um concurso de Miss Universo e que acabou em segundo lugar. Recebendo a notícia da vitória pelo anúncio de Bob Barker quase em estado de choque, Martha foi coroada pela Miss Universo 1967, Sylvia Hitchcock, que também tinha participado de sua coroação no Miss Brasil um mês antes.
Durante seu reinado, entre as diversas viagens que fez, ela esteve com o Papa Paulo VI no dia de Natal de 1968, visitou a NASA como convidada de honra e virou nome de viaduto em Salvador. No dia a dia da vida como Miss Universo, porém, ela deixou opiniões controversas entre aquelas que a acompanharam. Desde a primeira noite após a coroação, Martha sofreu com saudades de casa e do namorado desde a adolescência, tendo crises de choro contínuas. Sua relação com suas damas de companhia oficiais (chaperones) da Organização Miss Universo não foi das melhores. Anamaria Chumba, autora do livro The World of Miss Universe e que cinco anos antes se derramara em elogios sobre Ieda Maria Vargas assim descreveu o relacionamento, desde a chegada de Martha para o concurso:" Miss Brasil é uma criança mimada. A primeira coisa que fez assim que chegou foi pedir uma grande refeição, lavar seus longos cabelos e pegar uma das camas só para ela. Tinha uma moça que a acompanhava (a filha do governador da Bahia, que acompanhou Martha a Miami) que ficava dando ordens a todos em volta. Aquilo estava me deixando louca."  Chumba diz da dificuldade de trabalhar com Martha durante o reinado, que causou dor de cabeça aos organizadores: "Martha participou do concurso apenas para fazer marketing da sua  beleza. Ela precisava de dinheiro para casar e a única maneira de conseguir isso era tirar vantagem da função, era pura ostentação. O dia 20 de julho de 1969, em que ela passou a coroa à sucessora, Gloria Diaz das Filipinas, foi o melhor dia daquele ano pra mim!". 

## Vida posterior
Ao fim do reinado, Martha voltou para o Brasil e casou com seu namorado de infância, Reynaldo Loureiro, apenas seis dias depois, recolhendo-se a uma vida familiar. Do relacionamento, teve dois filhos, Leonardo e Leilane. Já casada, cursou Psicologia na Faculdade de Filosofia da Universidade Federal da Bahia, onde chegou a ter o nome proposto para "Rainha dos Calouros" e levou trote dos veteranos, com um balde de água derramado na cabeça. Entretanto, devido a gravidez, teve de interromper o curso. Posteriormente, formada, foi uma integrante ativa da Escola Brasileira de Psicanálise. Divorciando-se após mais de 20 anos de casamento, em 2000 migrou para os Estados Unidos, onde obteve bacharelado e mestrado em Saúde Mental e Aconselhamento pelo Cambridge College e radicou-se em Boston.
Lá, também, onde é supervisora de uma ONG de combate à violência contra a mulher, ela recebeu três prêmios pelo trabalho com vítimas brasileiras de violência doméstica.
Hoje avó e casada com um americano, o professor de literatura John Riely, que conheceu quando chegou ao país, Martha dedica-se ao acompanhamento e aconselhamento de mulheres vítimas de abusos sexuais e violência doméstica no estado de Massachusetts, notadamente entre imigrantes das colônias brasileira e portuguesa no estado, trabalho pelo qual premiada pelo governo local em 2009, e já trabalhou com recuperação de drogados, presidiários e terapia com infectados com o vírus do HIV. Em abril de 2015 foi lançado um livro que relata a trajetória de Martha, escrito pelo jornalista Roberto Macêdo e editado pela Assembleia Legislativa da Bahia.

## Citações
| “ | O que eu escreveria na minha lápide? Agradeceria a todas as pessoas que entraram na minha vida para fazer o bem e me trouxeram alegria, simpatia, amizade, acolhimento. Mas também agradeceria as que entraram para fazer o mal porque essas pessoas me transformaram na pessoa que sou hoje, elas me ajudaram a crescer. | ” |